# مطار أغري
مطار أغري (بالتركية: Ağrı Havalimanı)‏ هو مطار في أغري شرق تركيا. يقع المطار على بعد حوالي 8 كيلومترات (5.0 ميل) جنوب مركز مدينة أغري.